# San Giacomo Vercellese
San Giacomo Vercellese (piemontiul: San Giaco) település Olaszországban, Vercelli megyében. Lakosainak száma 274 fő (2023. január 1.). San Giacomo Vercellese Arborio, Balocco, Buronzo, Rovasenda és Villarboit községekkel határos.

## Népesség
A település népességének változása:
| Lakosok száma | 318  | 319  | 274  |
|               | 2017 | 2018 | 2023 |